# 小泉瀬奈
小泉 瀬奈（こいずみ せな、9月3日 - ）は、日本の女性声優。愛知県出身。アーツビジョン所属。

## 略歴
声優になろうと思ったきっかけの作品は『インデペンデンス・デイ』。
日本ナレーション演技研究所出身。

## 人物
趣味・特技には映画鑑賞、ゲーム、スポーツ全般、早食いを挙げている。

## 出演

### テレビアニメ
2014年
- ラブライブ!（生徒）

2016年
- パズドラクロス（生徒リーダー）
- チェインクロニクル 〜ヘクセイタスの閃〜（ローエンディア）

2018年
- クレヨンしんちゃん（2018年 - 2024年、店員、女子大生A、女性社員A、男の子、赤ちゃんA 他）
- ドラえもん（テレビ朝日版第2期）（少女）
- バキ（観客）

2021年
- SCARLET NEXUS

2022年
- パリピ孔明（女子高生）
- アイドリッシュセブン Third BEAT!（女性D）

2024年
- パズドラ（子ども）

2025年
- 天久鷹央の推理カルテ
- 炎炎ノ消防隊 参ノ章（子供）

### 劇場アニメ
- クレヨンしんちゃん 激突! ラクガキングダムとほぼ四人の勇者（2020年、園児）
- 劇場版 美少女戦士セーラームーンCosmos（2023年、セーラーアイアンマウス[10]） - 前後編

### Webアニメ
- バキ（2020年、観客）

### ゲーム
2015年
- ウォーターガール（ティンク）
- 激突!ブレイク学園（辛美味、中華の鉄人･辛美味、亜々須衛里子、機動少女･亜々須衛里子）
- ザクセスヘブン（比与森英里華）
- 天空のクラフトフリート
- ロイヤルフラッシュヒーローズ（"ガンナー"ミーア）

2016年
- 円環のパンデミカ code-S-（箕旗スミレ）
- 城姫クエスト 極（洲本城、中城城、丸岡城）

2018年
- アルテイルクロニクル（サラ）
- クイズRPG 魔法使いと黒猫のウィズ（ミラディア・カー）
- FOX-Flame Of Xenocide-（アカリ）

2019年
- 編隊少女 フォーメーションガールズ（レイラ・ツァーベル）

2020年
- ポルト・ミラージュ（デルハイト、サンドラ）

### 吹き替え
- ファインド・ミー 〜パリでタイムトラベル〜（2020年、イネス・ル・ブルトン〈エバ・アキレイド〉[21]）
- 龍族 -The Blazing Dawn-（2024年、七つの大罪）

### ナレーション
- 14歳からのスタートアップ〜Young CEOの魔法の杖!〜（BSテレ東）

### オーディオドラマ
- LisBo 中田ステーションセブン（2018年、佐藤久美子）

### オーディオブック
- kikubon
  - 葉（2020年、朗読）
  - 慈悲（2020年、朗読）
  - 猫の事務所 ある小さな官衙に関する幻想（2020年、朗読）
  - ナイチンゲール（2020年、朗読）

### ラジオ
※はインターネット配信。
- 東京トーカー（2023年 - 、渋谷クロスFM※）レギュラーパーソナリティ[22][23]